# Pirates II: Stagnetti's Revenge
Pirates II: Stagnetti's Revenge es una película pornográfica estadounidense de 2008 escrita y dirigida por Joone y secuela de la exitosa Pirates XXX, de 2005.
En esta segunda parte aparecen varias estrellas femeninas del cine X como Belladonna, Jesse Jane, Sasha Grey, Jenna Haze y masculinas como Ben English, Tommy Gunn, Steven St. Croix y Evan Stone, quien retomó su papel de la primera película. Carmen Luvana, que desempeñó un papel protagonista en la primera película, estuvo ausente en la secuela.
La película vio la luz en DVD y Blu-ray el 27 de septiembre de 2008.
El reconocimiento crítico a la película fue notable y obtuvo premios en su género a ambos lados del Atlántico como los premios estadounidenses AVN o arrasando en Europa en los Hot de Oro donde además del galardón a la mejor película obtuvo los de mejor actriz americana, mejor starlette americana, mejor artista americana, mejor actor y mejor escenario, es decir, prácticamente todo a lo que aspiraba.
Hasta el momento de su aparición ha sido la producción más cara de la historia del cine porno, superando en diez veces el presupuesto de la segunda más cara (la primera Pirates de 2005) y en 100 veces el presupuesto medio de una película de este género. La película es una parodia de la superproducción Piratas del Caribe y, como ella, utiliza una gran cantidad de efectos especiales entre los que se encuentran esqueletos digitales o monstruos gigantescos.
Otra de las diferencias de esta película porno que la acerca a la idea de gran superproducción es la duración de la cinta que supera las dos horas, mucho más que las películas de este género.

## Argumento
El capitán Edward Reynolds se jacta de su victoria sobre el temido pirata Víctor Stagnetti a su fiel compañera Jules; incluso ha montado una nueva tripulación para su embarcación, incluyendo Ai Chow y Olivia, la prima de Serena. Olivia informa a la tripulación de que el gobernador de Jamaica ha ordenado el arresto de Serena y Olivia está a bordo para proteger a la tripulación de los enemigos, y para convencer a Edward y Jules de pedir perdón a Serena. Cuando por fin arriban a Jamaica, piden al Gobernador Lyttelton que perdone a Serena, sin embargo, este está más interesado en la belleza de Jules que en cualquier otra cosa. Convencen al gobernador para encontrar otro tesoro oculto a condición de que vayan antes a una misión con el fin de derrotar a otro grupo de piratas.
Olivia y Jules tiene un comienzo de amistad difícil, pero a la larga terminan en una experiencia lésbica. Más tarde, Edward se encuentra con Takvor, el pirata de oro armenio, durante una subasta de esclavas y es invitado a participar en una orgía con bailarinas y esclavas.
Mientras tanto, Jules es capturada por una pirata china, la emperatriz Xifeng, y le administra una poción que le da control sobre el cuerpo y la mente de Jules. Xifeng utiliza a Jules para seducir y capturar a Edward. A continuación, este se ve obligado a luchar contra una criatura gigante y monstruosa, pero Olivia le salva en el último minuto.
Mientras tanto, Víctor Stagnetti renace del mar. Él y Xifeng participan en un trío con su nueva esclava, Jules. Edward y Olivia luchan contra una serie de esqueletos vivientes. Olivia aborda la nave enemiga y lucha contra Xifeng en un duelo a espada hasta conseguir que retroceda. A continuación, se ve obligada a luchar contra una Jules envenenada hasta que interviene Stagnetti y consigue controlarlas. Una vez más, Edward llega al rescate, reclamando su título como "el más grande cazador de piratas que jamás haya vivido".

## Reparto
- Jesse Jane como Jules.
- Evan Stone com el Capitán Edward Reynolds.
- Belladonna como Olivia.
- Sasha Grey como Maria.
- Katsuni como Xiefeng.
- Tommy Gunn como el Capitán Eric Victor Stagnetti.
- Shay Jordan como Ai Chow.
- Nhan como Wu Chow.
- Steven St. Croix como Marco.
- Jenna Haze como la esclava sexual Anne.
- Ben English como Gobernador Lyttelton.
- Stoya como una de las bailarina de danza del vientre.
- Gabriella Fox como una de las bailarina de danza del vientre.
- Shyla Stylez como una de las bailarina de danza del vientre.
- Shawna Lenee como amante del Gobernador.
- Riley Steele como amante del Gobernador.
- Alistair MacDonald como el sirviente del Gobernador Lyttelton.
- Brea Lynn como sirvienta desnuda.
- Abbey Brooks como sirvienta desnuda.
- Veronica Rayne como sirvienta desnuda.
- Brianna Love como tripulante.
- Rhylee Richards como tripulante.

## Galardones
- 2009 XBIZ Award: mejor película del año.[6]
- 2009 Hot de Oro: mejor película americana.